# أنطون شتاميتز
انطون شتاميتز (و. 1750 – 1809 م) هو ملحن، وموزع (موسيقى) من الإمبراطورية النمساوية، ولد في هافليتشكوف برود، يستخدم آلات كمان، توفي في باريس، عن عمر يناهز 59 عاماً.